# Ryan Reid
Ryan Reid (Port Elizabeth, 18 februari 1975) is een Zuid-Afrikaanse golfprofessional die actief was op de Sunshine Tour.

## Loopbaan
In 1999 werd Reid een golfprofessional en ging hij aan de slag op de Sunshine Tour. In mei 2000 behaalde hij zijn eerste profzege door de Vodacom Series: Eastern Cape te winnen. Een jaar later behaalde hij zijn tweede en laatste profzege door de Pietersburg Industrelek Classic te winnen.
Reid speelde ook op de Australische PGA Tour, de Aziatische PGA Tour en de Europese PGA Tour, in 2003 en 2004. Vervolgens stopte hij met voltijds golfen en ging hij aan de slag bij de Country Club Johannesburg. Al snel werd hij "Golf Director" en "Club House Manager" van de Leopard Creek Golf Club. Uiteindelijk belandde hij bij de Serengeti Golf Club, waar hij in eerste instantie "Golf Director" werd van de club, totdat hij gepromoveerd werd tot "Operations Director" van de club, in 2010.

## Prestaties

### Professional
Sunshine Tour
| Nr. | Datum       | Toernooi                        | Score        | Score | Info  |
| --- | ----------- | ------------------------------- | ------------ | ----- | ----- |
| 1   | 28 mei 2000 | Vodacom Series: Eastern Cape    | 72+67+69=208 | –11   | [ 1 ] |
| 2   | 12 mei 2001 | Pietersburg Industrelek Classic | 74+67+63=204 | –12   | [ 2 ] |